# Ropucha stromová
Ropucha stromová (Rentapia hosii, syn. Pedostibes hosii) je žába z čeledi ropuchovití (Bufonidae). Druh popsal belgicko-britský přírodovědec George Albert Boulenger roku 1892.

## Výskyt
Podle tradičního pohledu se ropucha stromová vyskytuje od jižního Thajska přes Malajský poloostrov až po Velké Sundy (Borneo a Sumatra). Jde však spíše o druhový komplex, který je tvořen vícero blízce příbuznými alopatrickými druhy. 
Studie z roku 2020 například osamostatnila pevninské populace na samostatný druh Rentapia flavomaculata (ropucha skvrnkovaná), přičemž jméno R. hosii by pak připadlo pouze bornejským a provizorně i sumatránským populacím.

## Popis
Ropucha stromová je středně velkou ropuchovitou žábou s nápadným pohlavním dimorfismem, samci dosahují velikosti 53–78 mm, samice jsou mohutnější, 89–105 mm dlouhé. Obě pohlaví se liší také ve zbarvení. Zatímco samci mají svrchní partie hnědé nebo červenohnědé a světle šedou spodní stranu těla, samice mají tmavě šedý hřbet s variabilním žlutým vzorem, dolní partie jsou pak hnědošedé (platí pro bornejskou část druhového komplexu). Kůže je středně bradavičnatá, objevuje se malá příušní žláza (parotida). Konečky prstů jsou rozšířeny, což je adaptací pro život ve stromoví.
Ropucha skvrnkovaná má tělo samic v dospělosti zdobené výraznými žlutými skvrnami a v období páření se zvýrazňuje jejich hnědo-zelené až zeleno-modré zbarvení. Od léta 2024 je tento druh obyvatelem pavilonu Terárium v Zoo Praha.

## Biologie a ekologie
Ropucha stromová je vázána na přítomnost lesů či jiného vhodného vegetačního krytu podél velkých nížinných řek, žije v nadmořských výškách maximálně 700 metrů. Jde o druh citlivý na disturbance přirozeného prostředí a netoleruje pozměněná stanoviště. Dospělci ropuch skvrnkovaných byli zaznamenáni na stromech až 25 metrů nad zemí.
Období rozmnožování nastává mezi koncem února a začátkem března. V tuto dobu samice sestupují ze stromů, aby nakladly vajíčka do blízkých vodních zdrojů, k nimž jsou vábeny samčím voláním. Amplexus, typické rozmnožovací chování žab, je axilárního typu – samec se tedy během páření zafixuje za podpaží samice. Celková velikost snůšky činí asi 4 000 vajíček.
Hlavní část jídelníčku ropuchy stromové tvoří mravenci.

## Ohrožení
Mezinárodní svaz ochrany přírody (IUCN) ve svém vyhodnocení stavu ohrožení z roku 2021 považuje ropuchu stromovou (resp. celý výše zmíněný druhový komplex) za málo dotčený taxon, a to na základě rozsáhlého areálu rozšíření a předpokládané velké populace. Žába je hojná na Borneu a Sumatře, lokálně hojná v poloostrovní Malajsii a spíše vzácná v Thajsku. Navzdory tomu, že ropucha stromová není pokládána za ohroženou, její populace jsou i přesto vystaveny tlaku ze strany člověka. Největší hrozbu představuje úbytek lesů v důsledku těžby dřeva a rozšiřování plantáží palem olejných.